# The Never-Ending Why
"The Never-Ending Why" – drugi oficjalny singel brytyjskiej grupy Placebo z szóstego albumu studyjnego "Battle for the Sun".

## Zarys ogólny
Brian Molko w wywiadzie dla brytyjskiej stacji radiowej XFM ogłosił datę wydania singla na 7 września 2009 roku. Wokalista wypowiedział się na temat tytułowego utworu mówiąc:

To bardzo duchowa piosenka. Ma w sobie coś z filozofii wschodu. Mówi o pytaniach, na które nigdy nie otrzymamy odpowiedzi. Każdy, kto interesował się sensem życia, nie będzie już tego robił. Musisz zaakceptować fakt, że tych odpowiedzi nie będzie i czerpać jak najwięcej z chwili obecnej.

Wydanie singla zostało potwierdzone na oficjalnej stronie internetowej zespołu. Data wydania została zmieniona na 14 września 2009 roku. "The Never-Ending Why" został wydany tydzień przed singlem "Ashtray Heart".

## Lista utworów
7" winyl
- 1.„The Never-Ending Why”
- 2.„Hardly Wait”

Digital download (14 września 2009)
- 1.„The Never-Ending Why”
- 2.„Hardly Wait”
- 3.„For What It's Worth” (Mistabishi Remix)

iTunes (13 września 2009)
- 1.„The Never-Ending Why”
- 2.„Hardly Wait”
- 3.„For What It's Worth” (Mistabishi Remix)
- 4.„The Never-Ending Why” (Video)

Live At The O2 Shepherd's Bush Empire - download digital (14 września 2009)
- 1.„The Never-Ending Why”
- 2.„The Never-Ending Why” (Live at the O2 Shepherd's Bush Empire)
- 3.„Happy You're Gone” (Live at the O2 Shepherd's Bush Empire)
- 4.„Speak in Tongues” (Live at the O2 Shepherd's Bush Empire)

iTunes Deluxe Bundle (8 lutego 2010)
- 1.„The Never-Ending Why” (Album Version)
- 2.„For What It's Worth” (SFR Live)
- 3.„Hardly Wait”
- 4.„For What It's Worth” (Mistabishi Remix)
- 5.„The Never-Ending Why” (Video)

Digital Bundle (8 lutego 2010)
- 1.„The Never-Ending Why” (Album Version)
- 2.„For What It's Worth” (SFR Live)
- 3.„Hardly Wait”
- 5.„For What It's Worth (Mistabishi Remix)

## Listy przebojów
| Państwo | Najwyższa pozycja |
| ------- | ----------------- |
| Belgia  | 13                |